# Christian Bommelund Christensen
Christian Bommelund Christensen (ur. 3 września 1989 w Brøndbyøster) – duński piłkarz i futsalista, występujący na pozycji obrońcy.

## Życiorys
Występował w klubie JB Futsal Gentofte. Pięciokrotnie zagrał w futsalowej reprezentacji Danii.
Zagrał ponadto w piłkarskiej reprezentacji Danii w meczu 5 września 2018 roku ze Słowacją. Występ Christensena miał związek z protestem podstawowych reprezentantów kraju, którzy nie potrafili porozumieć się z DBU. Christensen wszedł na boisko w 84 minucie, zmieniając Rasmusa Johanssona. Dania przegrała mecz 0:3.